# Episodi di Sweet Valley High (prima stagione)
La prima stagione di Sweet Valley High è composta da 22 episodi, andati in onda a cavallo fra il 1994 ed il 1995.
| nº      | Titolo originale             | Titolo italiano              | Prima TV Canada   | Prima TV Italia |
| ------- | ---------------------------- | ---------------------------- | ----------------- | --------------- |
| 1/1.1   | Dangerous Love               | Amore Pericoloso             | 5 settembre 1994  |                 |
| 2/1.2   | Oracle On Air                | Febbre Da Video              | 12 settembre 1994 |                 |
| 3/1.3   | Skin and Bones               | Senza Veli                   | 19 settembre 1994 |                 |
| 4/1.4   | Critical Mess                | Scena Madre                  | 26 settembre 1994 |                 |
| 5/1.5   | What, Me Study?              | Doppio Gioco                 | 3 ottobre 1994    |                 |
| 6/1.6   | Almost Married               | Quasi Sposi                  | 10 ottobre 1994   |                 |
| 7/1.7   | The Curse of Lawrence Mansen | La Notte Di Halloween        | 17 ottobre 1994   |                 |
| 8/1.8   | Prince of Santa Dora         | Il Principe                  | 24 ottobre 1994   |                 |
| 9/1.9   | Coma                         | Coma                         | 31 ottobre 1994   |                 |
| 10/1.10 | Uh-Oh-Seven                  | Il Mio Nome è Blonde         | 7 novembre 1994   |                 |
| 11/1.11 | Secrets                      | Segreti                      | 14 novembre 1994  |                 |
| 12/1.12 | Photographic Evidence        | Prova Fotografica            | 21 novembre 1994  |                 |
| 13/1.13 | Club X                       | La Ruota Della Fortuna       | 28 novembre 1994  |                 |
| 14/1.14 | Poetic Injustice             | Il Poeta                     | 5 dicembre 1994   |                 |
| 15/1.15 | Stolen Diary                 | Il Diario Rubato             | 12 dicembre 1994  |                 |
| 16/1.16 | Love On The Line             | L'Amore Corre Sul Filo       | 2 gennaio 1995    |                 |
| 17/1.17 | Working Girl                 | Ragazze In Carriera          | 9 gennaio 1995    |                 |
| 18/1.18 | Dancing Fools                | Pazzo Per il Ballo           | 23 gennaio 1995   |                 |
| 19/1.19 | Kidnapped (part 1 2 e 3)     | Il Sequestro (1 2 e 3 parte) | 30 gennaio 1995   |                 |
| 20/1.20 | Kidnapped (part 1 2 e 3)     | Il Sequestro (1 2 e 3 parte) | 6 febbraio 1995   |                 |
| 21/1.21 | Kidnapped (part 1 2 e 3)     | Il Sequestro (1 2 e 3 parte) | 13 febbraio 1995  |                 |
| 22/1.22 | Say Goodbye                  | Dirsi Addio                  | 20 febbraio 1995  |                 |